# Alejo Vidal-Quadras Roca

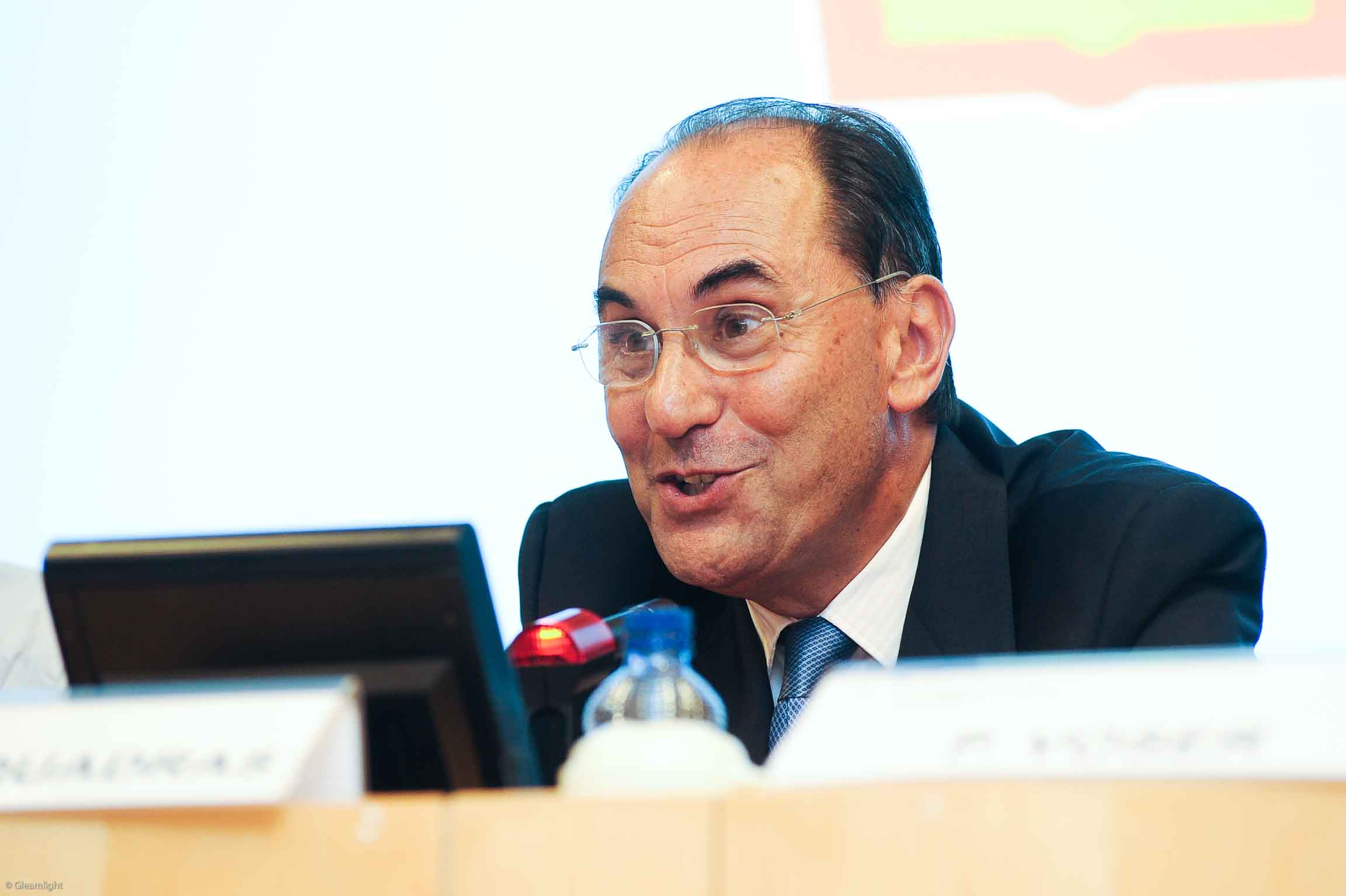
Alejo Vidal-Quadras (2011)

Alejo Vidal-Quadras Roca (* 20. Mai 1945 in Barcelona, auch bekannt unter der katalanischen Namensform Aleix Vidal-Quadras) ist ein spanischer Politiker (ehemals PP und Vox). Er war von 1995 bis 1999 Mitglied des spanischen Senats und von 1999 bis 2014 Mitglied des Europäischen Parlaments.

## Lebenslauf
Vidal-Quadras studierte Atomphysik an der Autonomen Universität Barcelona, wo er 1975 mit Auszeichnung promovierte. Danach war er an derselben Universität Professor für Atomphysik sowie Gastdozent am Centre de Recherches Nucléaires in Straßburg und am University College Dublin. 1983 wurde er mit dem Preis der spanischen Kernenergieagentur ausgezeichnet.
Bei den katalanischen Regionalwahlen 1980 trat er für die Kleinpartei Solidaritat Catalana an, wurde jedoch nicht gewählt. Bei den Regionalwahlen 1988 zog er für die konservative Partido Popular in das katalanische Regionalparlament ein. Von 1990 bis 1996 war er Fraktionsvorsitzender und Präsident des Regionalverbands seiner Partei. Außerdem gehörte er von 1991 bis 1995 dem Stadtrat von Barcelona an. Bei den Regionalwahlen 1992 und 1995 trat er jeweils als Spitzenkandidat der PP an, die in Katalonien traditionell nur schwach vertreten ist. Er konnte ihre Wahlergebnisse zwar deutlich verbessern und erzielte 1995 mit 17 Abgeordneten das beste Ergebnis der PP in Katalonien überhaupt, blieb aber dennoch weit hinter der Regierungspartei Convergència i Unió (CiU) unter Jordi Pujol zurück.
Ab 1993 war Vidal-Quadras Mitglied des spanienweiten PP-Parteivorstands. Von 1995 bis 1999 war er Mitglied des spanischen Senats.
Nach dem spanischen Regierungswechsel 1996, bei dem José María Aznar (PP) mithilfe der Stimmen von CiU spanischer Ministerpräsident wurde, zog sich Vidal-Quadras – der während seiner Tätigkeit im katalanischen Parlament Jordi Pujol und die CiU stark kritisiert hatte – aus der Regionalpolitik zurück.
Stattdessen gewann Vidal-Quadras bei der Europawahl 1999 für die PP einen Sitz im Europäischen Parlament, wo er sich der Fraktion EVP-ED anschloss und zum Vizepräsidenten des Parlaments gewählt wurde. Dieses Amt hatte er bis zu seinem Ausscheiden aus dem Parlament im Jahr 2014 inne. Außerdem war er Mitglied im Ausschuss für Industrie, Forschung und Energie.
Ende 2013 gehörte er zu den Gründern der rechten Partei Vox. Für diese trat er bei der Europawahl 2014 an, verfehlte jedoch den Wiedereinzug ins Parlament. Später distanzierte er sich von Vox und dem Parteichef Santiago Abascal Conde.
Vidal-Quadras unterstützt die Volksmodschahedin-Organisation (MEK), was das iranische Außenministerium veranlasste, 2023 Sanktionen gegen ihn zu verhängen. Am 9. November 2023 wurde er in Madrid Opfer eines Attentats. Er wurde mit einem Kopfschuss verletzt in ein Krankenhaus eingeliefert. Vidal-Quadras, der eine Schusswunde im Bereich des Kiefers erlitt, teilte der Polizei mit, der Anschlag habe möglicherweise einen Bezug zu seinen Verbindungen zur iranischen Opposition. Acht Personen wurden festgenommen, darunter Mehrez Ayari, der mit der Mocro-Mafia in Verbindung steht.
Vidal-Quadras ist in zweiter Ehe verheiratet und hat drei Kinder.

## Politische Positionen
Alejo Vidal-Quadras galt als Mitglied des konservativen Flügels der PP, insbesondere in Bezug auf seine Ablehnung der regionalen Nationalismen, wie es sie in Spanien etwa in Katalonien, im Baskenland und in Galicien gibt. 1996 kritisierte er daher die Zusammenarbeit zwischen der PP-Regierung unter José María Aznar und der katalanisch-nationalistischen Partei CiU. 2008 setzte er auf einem Parteitag der PP eine politische Strategie durch, nach der die Partei nach Möglichkeit Koalitionen mit der ebenfalls gesamtspanischen, sozialistischen Partei PSOE suchen sollte, um Regierungsbeteiligungen nationalistischer Parteien zu vermeiden. Dies wirkte sich etwa nach der baskischen Regionalwahl 2009 aus, nach der die PP eine Minderheitsregierung der PSOE unterstützte, die die vorherige baskisch-nationalistische PNV-Regierung ablöste.
Auch die Sprachpolitik in Katalonien, die auf eine Gleichstellung der katalanischen mit der spanischen Sprache abzielt und dabei teilweise Mittel der positiven Diskriminierung nutzt, wird von Vidal-Quadras abgelehnt. Insbesondere tritt er gegen den obligatorischen Schulunterricht in katalanischer Sprache ein und sprach sich wiederholt für das Recht der Eltern aus, die Sprache selbst zu wählen, in der ihr Kind unterrichtet werden soll. Zu diesem Zweck gründete Vidal-Quadras die Vereinigung Convivencia Cívica Catalana, die sich für eine Änderung des katalanischen Sprachgesetzes einsetzt.
Im Europawahlkampf 2009 stand Vidal-Quadras im Mittelpunkt einer Kontroverse, als die katalanische sozialistische Partei PSC ein Wahlplakat veröffentlichte, das nur aus der Internetadresse des Artikels der spanischen Wikipedia über Vidal-Quadras bestand. Nach Aussagen der PSC sollte das Wahlplakat auf Vidal-Quadras' politische Positionen hinweisen. In dem Artikel wurde Vidal-Quadras zu diesem Zeitpunkt unter anderem als „bekannt für seine Feindschaft gegenüber jeder Form des Katalanismus“ bezeichnet.
Er war erster Vorsitzender des europäischen Komitees „In the search of Justice (ISJ-ECDP)“, das aus verschiedenen Mitgliedern des Europäischen Parlamentes sowie Parlamentariern aus Frankreich, Großbritannien und Italien und einigen europäischen Juristen bestand und das sich für die Streichung der MEK von der EU-Terrorliste einsetzte und auch die Streichung der MEK von der US-Terrorliste forderte.
Als Ehrenpräsident der interparlamentarischen Gruppe „Friends of a Free Iran (FoFi)“ des Europäischen Parlamentes unterstützte er auch die Forderung der MEK gegen die Auflösung des MEK-Stützpunktes Camp Ashraf im Irak.

## EU-Parlamentarier
Vidal-Quadras war einer der Vizepräsidenten des Europäischen Parlaments. Mitglied war er im Präsidium des Europäischen Parlaments, im Ausschuss für Industrie, Forschung und Energie und in der Delegation für die Beziehungen zu Irak. Stellvertreter war er im Ausschuss für auswärtige Angelegenheiten und in der Delegation in den Ausschüssen für parlamentarische Kooperation EU-Kasachstan, EU-Kirgistan und EU-Usbekistan sowie für die Beziehungen zu Tadschikistan, Turkmenistan und der Mongolei.
Im April 2008 erhielt er den Orden der französischen Ehrenlegion für seine Tätigkeit im Europäischen Parlament.

## Politische Veröffentlichungen
Neben Publikationen als Wissenschaftler schrieb Vidal-Quadras zahlreiche Artikel für die rechtskonservative Tageszeitung La Razón sowie mehrere Bücher über politische Themen.
- Cuestión de fondo (Editorial Montesinos, 1993).
- ¿Qué es la derecha? (Editorial Destino, 1997).
- En el fragor del bien y del mal (Espasa Calpe, 1997).
- Amarás a tu tribu (Editorial Planeta, 1998).
- La Constitución traicionada (Editorial Libros Libres, 2006).